# Metatungstato
Em química, metatungstato se refere ao ânion com a fórmula química [W
12O
40]8–
 e sais derivados deste ânion. O termo também se refere a derivados protonados deste ânion, incluindo [H
2W
12O
40]6–
. O ânion não protonado [W
12O
40]8–
 tem simetria Td.

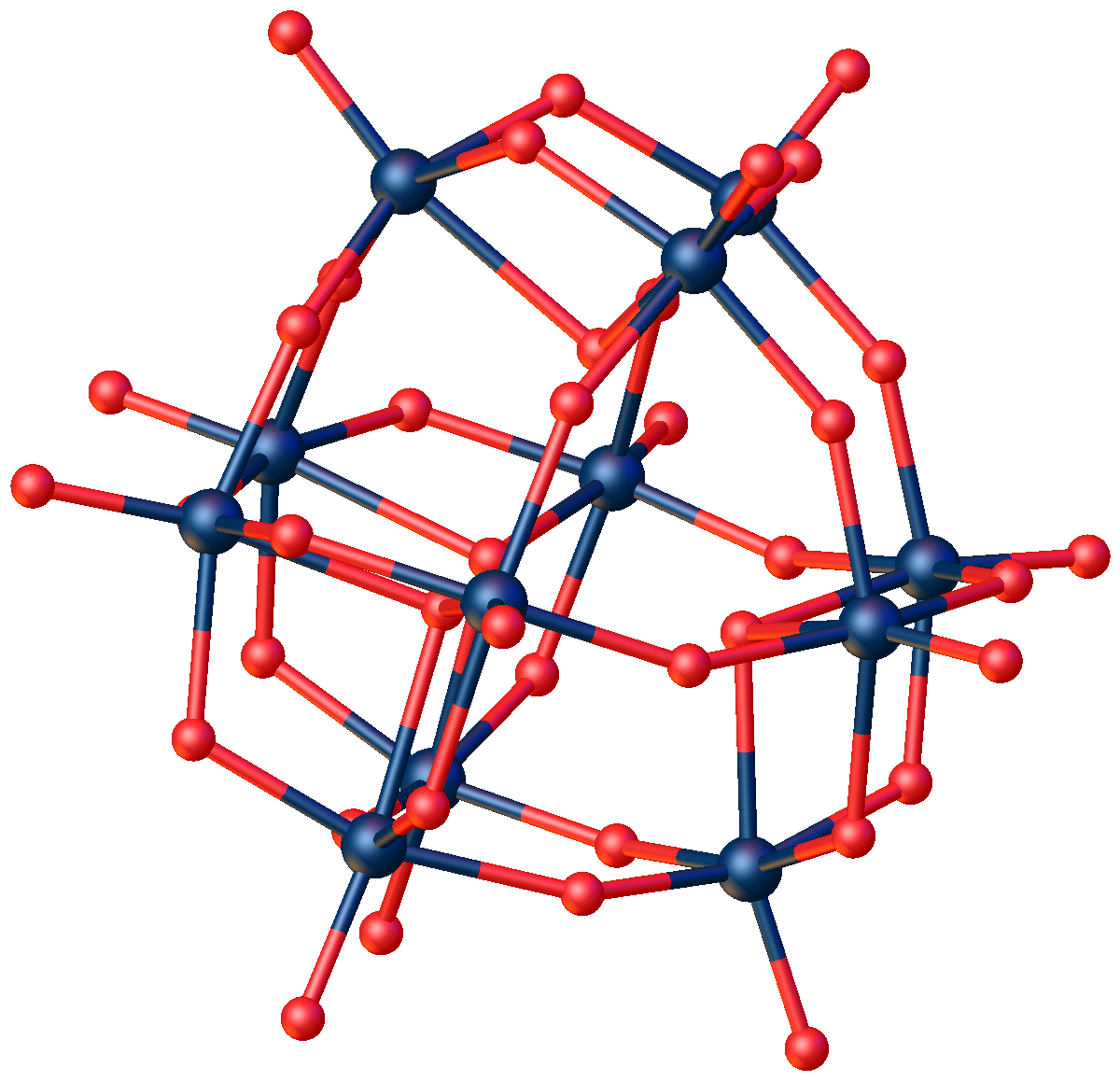
Gaiola M_{12}O_{40} do íon metatungstato.

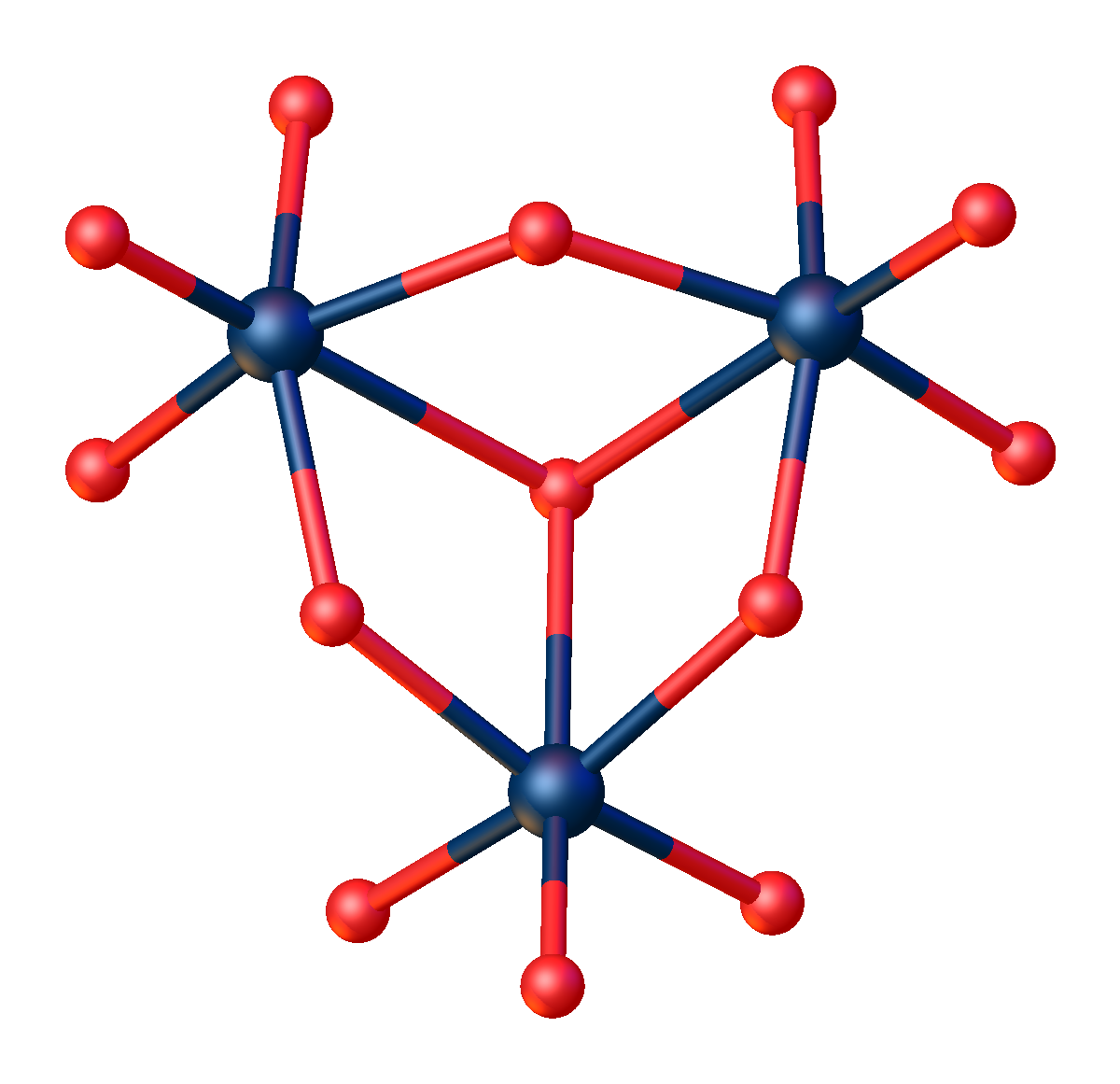
Uma das quatro subunidades equivalentes da gaiola M_{12}O_{40} do metatungstato.

A estrutura do íon metatungstato é muito semelhante à estrutura de Keggin de vários heteropoliácidos tais como o ácido fosfotúngstico (H
3[PW
12O
40]
), o ácido silicotúngstico (H
4[SiW
12O
40]
) e o ácido fosfomolíbdico (H
3[PMo
12O
40]
), porém sem o heteroátomo central.